# Abelard Reuchlin
Abelard Reuchlin es un escritor estadounidense. Es conocido por su teoría de conspiración sobre el origen del cristianismo.

## Teorías
Según Reuchlin, la antigua familia romana aristocrática de Arius Calpurnius Piso conspiró para obtener un control político y espiritual del Imperio romano creando una nueva religión basada en la Torá judía, a fin de combatir la popularidad del Judaísmo y su poder político, los judíos representaban el 10% de la población del Imperio en esa época, el Siglo I, lo cual no significó problema alguno para el judaísmo a la hora de infiltrarse en los sitios de poder e influencia.